# Norbert Herzner
Norbert Herzner (* 11. Dezember 1945 in München) ist ein deutscher Filmeditor.

## Leben
Norbert Herzner arbeitete zunächst als Verlagskaufmann und wurde in den 1960er-Jahren Verkaufsleiter des Jugend-Magazins „Bravo“. Bald darauf wandte er sich dem Film zu und begann als Synchron-Schnittassistent bei der Münchener Beta Film zu arbeiten. Seit Anfang der 1970er Jahre ist er als Editor im Bereich Filmschnitt tätig und montierte zahlreiche bekannte Filme wie Abwärts, Out of Rosenheim, Knight Moves, Ballermann 6 oder Straight Shooter. Häufig arbeitete er mit dem Schweizer Regisseur Carl Schenkel zusammen, der mit seinen Filmen den Sprung nach Hollywood schaffte, aber früh verstarb.
Herzner war als Editor des ersten, digital am Avid montierten Spielfilms Knight Moves an der Entwicklung des Programms beteiligt, das bis heute als Industriestandard gilt.
Bei sechs Produktionen war er außerdem als Sounddesigner für die Tongestaltung verantwortlich, darunter die aufwendige Bernd Eichinger Produktion Der Name der Rose.
Im Jahr 2018 wurde Herzner im Rahmen der Verleihung der Schnitt-Preise beim Festival Filmplus in Köln mit dem Ehrenpreis für sein Lebenswerk ausgezeichnet.

## Filmografie
Wo nicht anders angegeben, handelt es sich um einen Kinospielfilm.

### Filmschnitt
- 1973: Tschetan, der Indianerjunge  – Regie: Hark Bohm
- 1974: Jodeln is ka Sünd – Regie: Ulli Lommel
- 1974: Wachtmeister Rahn
- 1975: Erdbeben in Chili (TV)
- 1976: Ob’s stürmt oder schneit (Dokumentarfilm) – Regie: Wolfgang Berndt & Doris Dörrie
- 1979: Wehe, wenn Schwarzenbeck kommt – Regie: May Spils
- 1979: Lucky Star – Regie: Hans-Jürgen Tögel
- 1981: Kalt wie Eis – Regie: Carl Schenkel
- 1982: Im Dschungel ist der Teufel los – Regie: Harald Reinl
- 1982: Your Life Will Never End (Dokumentarfilm)
- 1983: Mit mir nicht, du Knallkopp – Regie: May Spils
- 1984: Abwärts – Regie: Carl Schenkel
- 1984: Danger – Keine Zeit zum Sterben – Regie: Helmuth Ashley
- 1985: Drei und eine halbe Portion – Regie: Siggi Götz
- 1985: Big Mäc – Regie: Sigi Rothemund
- 1987: Out of Rosenheim – Regie: Percy Adlon
- 1989: Wallers letzter Gang – Regie: Christian Wagner
- 1989: Zwei Frauen – Regie: Carl Schenkel
- 1990: High Score – Regie: Gustav Ehmck
- 1990: Café Europa – Regie: Franz Xaver Bogner
- 1992: Knight Moves – Ein mörderisches Spiel – Regie: Carl Schenkel
- 1992: Die Tigerin – Regie: Karin Howard
- 1993: Der blaue Diamant (TV-Spielfilm) – Regie: Otto W. Retzer
- 1994: Frauen sind was Wunderbares – Regie: Sherry Hormann
- 1994: Drei zum Verlieben (Fernsehserie)
- 1995: Ein Richter zum Küssen (TV)
- 1995: Der schwarze Fluch – Tödliche Leidenschaften (TV)
- 1995: Tierärztin Christine II: Die Versuchung (TV)
- 1996: Irren ist männlich – Regie: Sherry Hormann
- 1997: Hunger – Sehnsucht nach Liebe – Regie: Dana Vávrová
- 1997: Ballermann 6 – Regie: Gernot Roll & Tom Gerhardt
- 1998: Der König von St. Pauli (TV-Mehrteiler) – Regie: Dieter Wedel
- 1999: Straight Shooter – Regie: Thomas Bohn
- 1999: Das Tal der Schatten – Regie: Nathaniel Gutman
- 2000: Der Bär ist los! – Regie: Dana Vávrová
- 2001: Das Sams – Regie: Ben Verbong
- 2002: Die Affäre Semmeling (TV-Mehrteiler) – Regie: Dieter Wedel
- 2003: Trenck – Zwei Herzen gegen die Krone (TV)
- 2004: Bergkristall – Regie: Joseph Vilsmaier
- 2005: Vera – Die Frau des Sizilianers (TV)
- 2005: Siegfried – Regie: Sven Unterwaldt
- 2006: 7 Zwerge – Der Wald ist nicht genug – Regie: Sven Unterwaldt
- 2006: Das Weihnachts-Ekel (TV-Spielfilm) – Regie: Joseph Vilsmaier
- 2007: Mörderischer Frieden – Regie: Rudolf Schweiger
- 2008: Morgen, ihr Luschen! Der Ausbilder-Schmidt-Film – Regie: Mike Eschmann
- 2008: Die Jahrhundertlawine (TV-Spielfilm) – Regie: Jörg Lühdorff
- 2009: SOKO München (Fernsehserie, 4 Folge)
- 2010: Rosannas Tochter (TV)
- 2010: Vater Morgana – Regie: Till Endemann
- 2012: Russisch Roulette (TV-Spielfilm) – Regie: Joseph Vilsmaier

### Tonschnitt, Tongestaltung
- 1976: Die Wildente
- 1979: Wehe, wenn Schwarzenbeck kommt – Regie: May Spils
- 1986: Der Name der Rose – Regie: Jean-Jacques Annaud
- 1987: Zabou
- 1988: Die Katze – Regie: Dominik Graf
- 1994: Frauen sind was Wunderbares – Regie: Sherry Hormann
- 2010: Dik Trom
- 2010: New Kids Turbo